# سارة أبي كنعان
سارة أبي كنعان (2 فبراير 1990-) ممثلة لبنانية .

## مشوارها المهني
درست العلوم المخبرية في جامعة البلمند والصيدلة بالجامعة اللبنانية الأميركية.
بدأت مشوارها الفني منذ أن كانت في الحادية عشر من عمرها من خلال مسلسل (بنت الحي)، بعد ذلك ابتعدت بضع سنوات عن التمثيل للدراسة ثم عادت في عمر السابعة عشرة من خلال مسلسل (خطوة حب). وتوالت بعدها أعمالها، منها مسلسل (القناع) ومسلسل (أول مرة) وفيلم (24 ساعة حب) الذين نالت عنهم جائزة الموركس الذهبي كأفضل ممثلة واعدة عام 2013. كما شاركت في بطولة مسلسلات (لو، إتهام، عشق النساء) في رمضان 2014 و نالت جائزة الموريكس دور الذهبية كأفضل ممثلة بدور مساعد توالت بعدها في السينما والتلفزيون

### مشاركتها في ديو المشاهير
عام 2018 شاركت في برنامج ديو المشاهير الموسم الثالث على شاشة إم تي في اللبنانية وخرجت في البرايم الرابع وحصلت على شيك بمبلغ مالي قدره 4000$ وتبرعت به لصالح جمعية sos المختصه بالأعمال الخيرية.

### حياتها الأسرية
في أغسطس 2023 أعلنت خطوبتها من الممثل وسام فارس

## أعمالها

### في التلفزيون
| سنة الإنتاج | اسم المسلسل                        | الشخصية      |
| ----------- | ---------------------------------- | ------------ |
| 2023        | الثمن                              | تيما         |
| 2021        | بارانويا                           | جيدا الأحمر  |
| 2020        | فكسر                               |              |
| 2020        | دفعة بيروت                         |              |
| 2020        | دانتيل                             | عليا         |
| 2020        | حوا                                |              |
| 2020        | لو ما التقينا                      | ريما         |
| 2019        | مسافة أمان                         |              |
| 2019        | بالقلب                             | ديانا        |
| 2019        | الحب جنون 2                        | ريم          |
| 2018        | صيف بارد                           | سالي         |
| 2018        | ثورة الفلاحين                      | فتون         |
| 2018        | مدرسة الحب 2 ثلاثية الفرصة الأخيرة | سيلينا       |
| 2017        | الشقيقتان                          | ضحى          |
| 2017        | الماسة المفقودة                    | ورد          |
| 2017        | دربي                               | نادية        |
| 2016        | كواليس المدينة                     | الصحافية علا |
| 2016        | صرخة روح 4 ثلاثية ليلة حمرا        | زينة         |
| 2015        | قصة حب                             | ميرا         |
| 2015        | بنت الشهبندر                       | آمان         |
| 2014        | عشق النساء                         | سارة         |
| 2014        | اتهام                              | سهى          |
| 2014        | لو                                 | رشا          |
| 2014        | أول مرة                            | تونيا        |
| 2012        | القناع                             | ابتسام       |
| 2012        | ديو الغرام                         | جومانة       |
| 2009        | عيون الأمل                         | مهى          |
| 2009        | خطوة حب                            | أسمى         |
| 2001        | بنت الحي                           | هدى          |

### في السينما
| سنة الإنتاج | الفيلم            | الشخصية |
| ----------- | ----------------- | ------- |
| 2022        | طرف تالت          | [ 6 ]   |
| 2020        | المفاتيح المتكسرة | [ 7 ]   |
| 2013        | 24ساعة حب         | كلير    |

## محطات هامة
- رشحت لجوائز الإيمي الدولية (The international Emmy Awards) لعام 2018 بعد وصولها للجولة الأخيرة الخاصة بمسابقة Young Creative Awards.[8][9]
- حصلت على جائزة الموركس الذهبي عام 2013 لأفضل ممثلة صاعدة عن أدوارها بمسلسلات أول مرة والقناع وفيلم 24 ساعة حب.
- حصلت على جائزة الموركس الذهبي عام 2015 لأفضل ممثلة بدور مساعد عن أدوارها بمسلسلات لو واتهام وعشق النساء.
- شاركت بتقديم حفل جوائز مهرجان السينما الأسيوية الرابع عام 2018 المقام بلوس أنجلوس.[10][11][12][13][14][15][16]
- درست التمثيل عام 2015 بالولايات المتحدة الأميركية في الأكاديمية الأميركية للفنون الدرامية (The American Academy of Dramatic Arts) ومعهد (Clay Bank Studios) كما شاركت في العديد من تجارب الأداء بهوليوود.
- تم ترشيحها لجائزة الموركس الذهبي لعام 2017 كأفضل ممثلة لبنانية عن دوريها بمسلسل قصة حب وكواليس المدينة.
- شاركت كأصغر عضو لجنة تحكيم للجولة نصف النهائية لجوائز الإيمي الدولية (The international Emmy Awards) لعام 2017 التي أقيمت بالعاصمة الإماراتية أبو ظبي.

## وصلات خارجية
- سارة أبي كنعان على موقع IMDb (الإنجليزية)
- سارة أبي كنعان على موقع الدهليز
- سارة أبي كنعان على موقع قاعدة بيانات الأفلام العربية